# Frades de la Sierra (kommunhuvudort)
Frades de la Sierra är en kommunhuvudort i Spanien.   Den ligger i provinsen Provincia de Salamanca och regionen Kastilien och Leon, i den centrala delen av landet, 180 km väster om huvudstaden Madrid. Frades de la Sierra ligger 954 meter över havet och antalet invånare är 256.
Terrängen runt Frades de la Sierra är huvudsakligen platt, men norrut är den kuperad. Runt Frades de la Sierra är det glesbefolkat, med 13 invånare per kvadratkilometer. Närmaste större samhälle är Guijuelo, 14,5 km sydost om Frades de la Sierra. Trakten runt Frades de la Sierra består i huvudsak av gräsmarker.